# Théâtre de la Reine
Vous lisez un « article de qualité » labellisé en 2012.

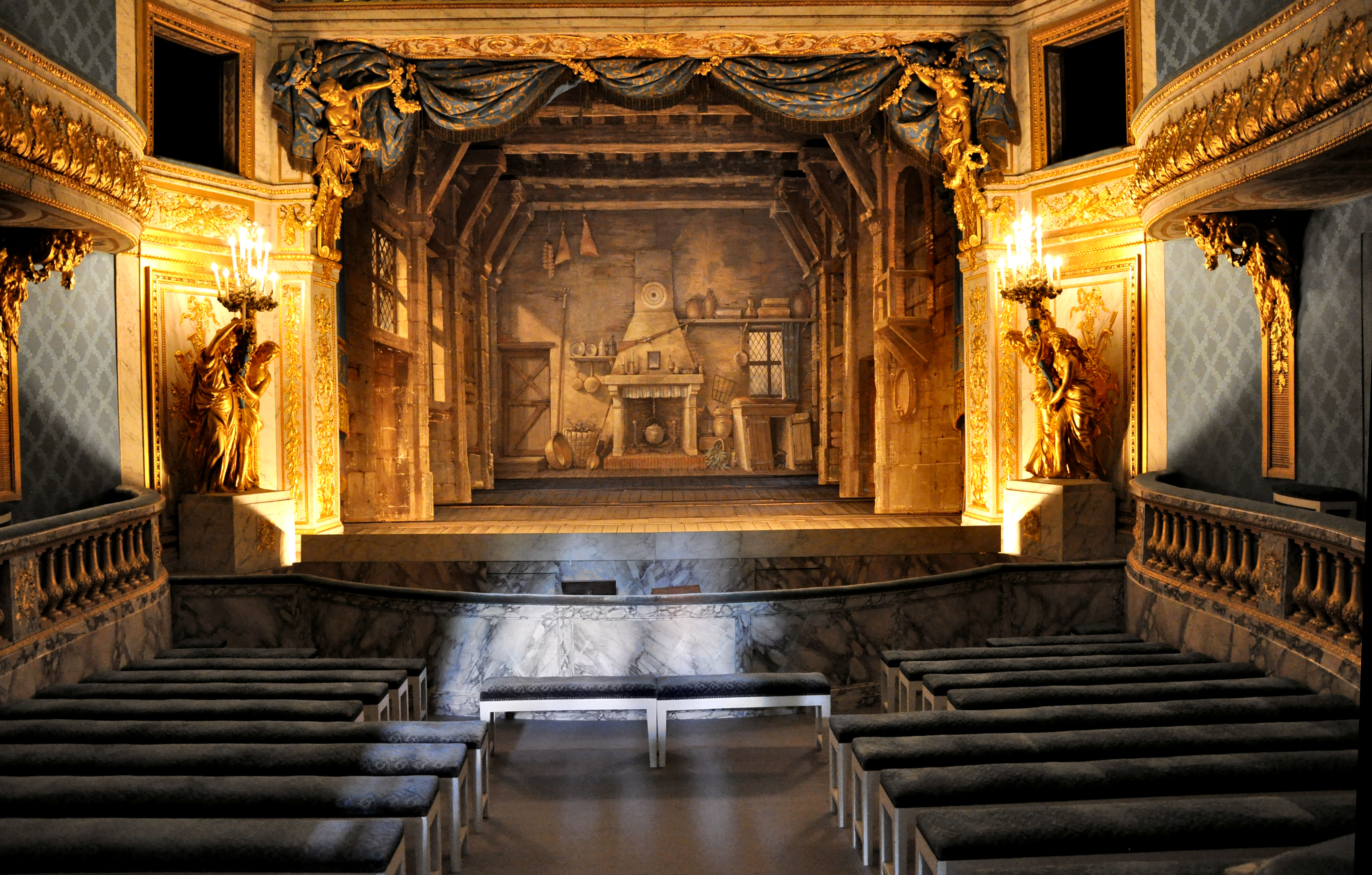
Salle du théâtre (décor dit Intérieur Rustique).

Le théâtre de la Reine, ou Théâtre de Trianon, est un théâtre construit pour la reine Marie-Antoinette par l'architecte Richard Mique de juin 1778 à juillet 1779. Il est situé dans le domaine du Petit Trianon, dans le parc du château de Versailles, dissimulé entre les charmilles du Jardin français et les hauts arbres du Jardin alpin. L'extérieur du bâtiment, à l'apparence d'une dépendance, contraste avec la décoration sophistiquée de son intérieur, paré de soie et de velours bleus et de sculptures dorées, pourtant tout de faux-semblant. Il est inauguré en 1780, dix ans après l'ouverture du « Grand Théâtre », comme on nomme alors l'Opéra royal du château de Versailles.
Cette petite salle de comédie est pour la Reine un lieu secret, loin de la cour de Versailles et de ses tourments. Elle vient jouer elle-même la comédie, au sein d'une troupe réduite à son entourage intime, en souvenir de son goût, depuis l'enfance, pour le théâtre et la déclamation. On y interprète les auteurs à la mode, certains d'entre eux, comme Beaumarchais, étant même interdits à la cour. La scène, deux fois plus vaste que la salle, ainsi que la machinerie, complexe et des plus modernes, sont l'œuvre du machiniste Boullet, de l'Opéra de Paris.
Le théâtre de Trianon est épargné lors de la Révolution française, jugé sans valeur. Plusieurs reines et impératrices, Marie-Louise, Marie-Amélie et Eugénie, se sont, au cours du XIXe siècle, approprié le lieu, devenu en quelque sorte l'apanage des femmes. Affecté au musée, il est très peu visité et, après quelques campagnes de restauration, est resté intact jusqu'à aujourd'hui, y compris sa machinerie, exemplaire quasi unique du XVIIIe siècle.

## Historique
Marie-Antoinette avait un goût pour le théâtre, l'une des passions de la bonne société française, comme toute la jeunesse de son temps. Avant elle, Louis XIV en était un très grand amateur et ne se privait pas du plaisir de monter quelquefois lui-même sur les planches. Madame de Pompadour maintint la tradition et devint la vedette de spectacles, réservés à quelques invités privilégiés, que l'on donnait au pied de l'escalier des Ambassadeurs. La dauphine avait même, dans le plus grand secret, monté une petite troupe, seulement composée de ses beaux-frères et belles-sœurs, qui s'amusait à jouer dans quelque cabinet d'entresol les meilleures comédies du Théâtre-Français,. Elle se rappelait ainsi les cours de déclamation que lui faisait donner sa mère Marie-Thérèse afin de la former à la prononciation française. Quelques années plus tard, devenue reine, elle fut chargée par Louis XVI, son époux, de conduire la programmation du théâtre de la cour, qu'elle n'hésita pas à remettre au goût du jour,.
L'Opéra de Versailles était un théâtre de cour où l'on ne jouait guère que dans les circonstances solennelles ; à l'inverse, le « théâtre de société », comme il en existait dans de nombreuses résidences de campagne, était plutôt destiné aux proches et aux amis, qui s'adonnaient ainsi au jeu de la comédie intime. Au mois d'avril 1775, la Reine fit construire dans la galerie du Grand Trianon un théâtre provisoire, avec un vestibule, une salle semi-circulaire, une avant-scène et une scène en tréteaux. On y joua en août La Bonne Femme et le Duel comique. Mais la Reine ne se satisfaisait pas de cette installation et demanda, au printemps suivant, le transfert des châssis vers l'orangerie du Petit Trianon. On y donna une représentation le 23 juillet 1776, à laquelle assistèrent le Roi, ses deux frères, la comtesse de Provence et « Mesdames tantes ». La Comédie française et la Comédie italienne participaient à cette représentation.

### Le théâtre et la troupe de la Reine

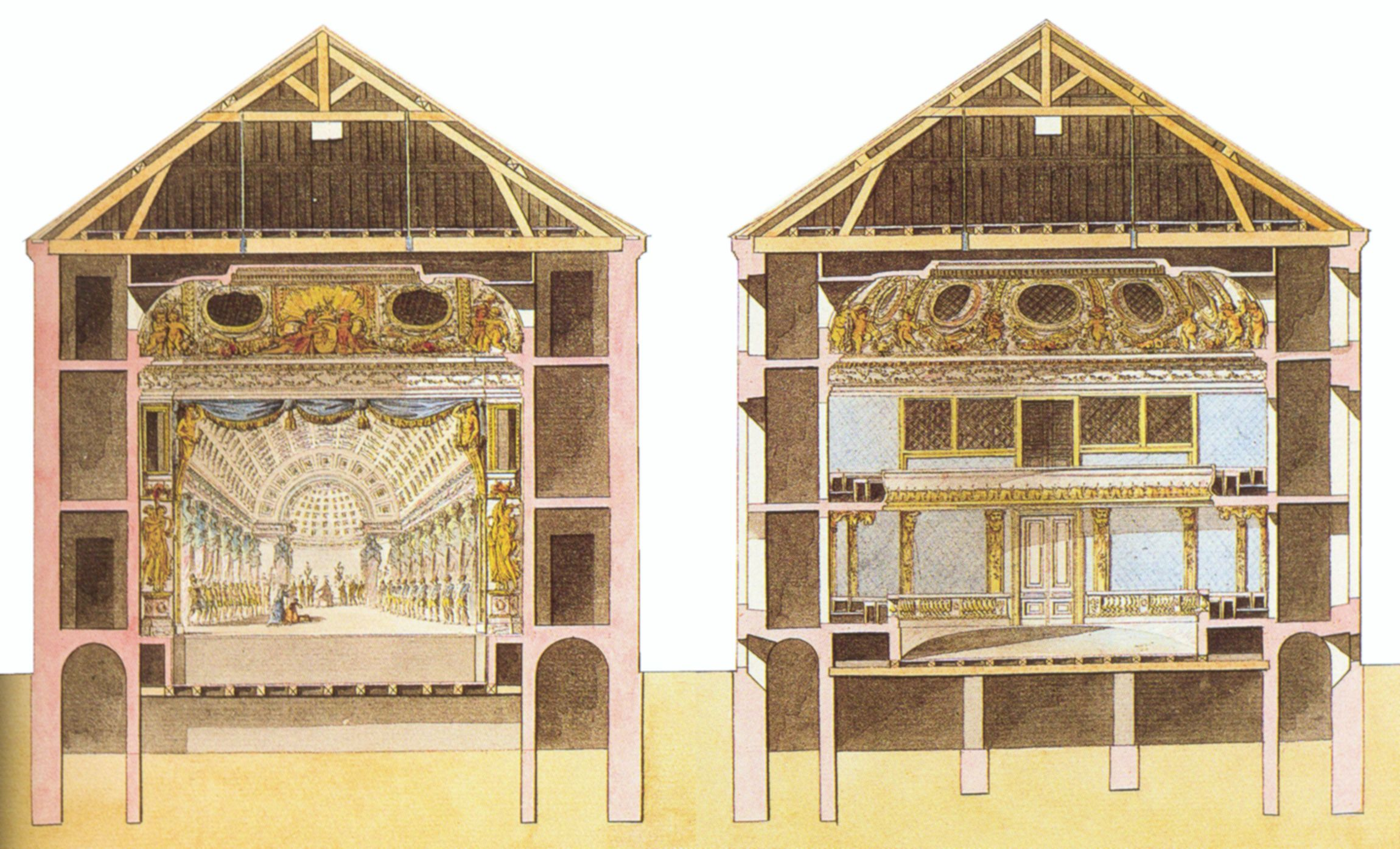
Coupes transversales du théâtre de la Reine, aquarelle de Claude-Louis Châtelet, vers 1785.

Mais cette installation succincte manquait de machinerie ou de coulisses qu'on dressait hâtivement dans la ménagerie lorsqu'il en était besoin. Durant l'année 1777, Marie-Antoinette donna l'ordre à Richard Mique de lui proposer un projet, inspiré de la petite salle du château de Choisy construite par Gabriel et qui fut vite adopté ; les travaux commencèrent en juin 1778,. On utilisa l'emplacement d'une ancienne serre du jardin botanique de Louis XV, à quelques mètres à l'est de la ménagerie. Destinée à être dissimulée par les tilleuls et les charmilles du Jardin français et la « montagne » du Jardin alpin, pour échapper au caractère contestataire que l'Église attribuait au Théâtre, la construction se présenta comme un simple volume rectangulaire monté de meulière simplement enduite à la chaux, sans aucune décoration extérieure, avec un toit en ardoise à quatre pans percé de quinze lucarnes,. On soigna néanmoins l'entrée avec une exèdre pavée en damier qui fut précédée de deux colonnes ioniques portant un fronton triangulaire orné, en tympan, d'un génie d'Apollon,. Pour rejoindre l'« allée Neuve », on avait dressé une armature de treillage couverte de toile bise, permettant de relier le théâtre au château, afin de se protéger des intempéries et surtout du soleil, et conserver ainsi son « teint de lait ».
Auparavant, le sculpteur Joseph Deschamps avait proposé d'intégrer au fronton les attributs des quatre poèmes : lyrique, héroïque, tragique et comique. Mais on préféra l'enfant couronné de lauriers et tenant une lyre, qu'il sculpta en pierre de Conflans. Les emblèmes de la comédie et de la tragédie furent néanmoins ajoutés aux deux côtés. L'intérieur, en revanche, fut richement décoré, du moins en apparence car les sculptures de Deschamps étaient de carton-pâte ou de plâtre avec des suspentes en fil de fer et les peintures en trompe-l'œil. La Reine avait en effet promis que la dépense serait minime et le Roi n'avait d'ailleurs pas hésité à faire usage de sa cassette personnelle, sans doute aux fins de participer aux frais de tentures et menuiseries, dont la dépense, non connue, revenait au garde-meuble, Bonnefoy du Plan. La construction coûta 141 200 livres. La scène fut construite dans des dimensions permettant de recevoir les décors utilisés au théâtre de la Belle Cheminée au château de Fontainebleau ou aux châteaux de Choisy et de Bellevue. La largeur d'ouverture du cadre de scène fut donc imposée à 7 mètres, comme à Fontainebleau, et la largeur totale du bâtiment fut déterminée à 13 mètres, permettant à moindre coût de concevoir une charpente de toit contenant la machinerie avec une entrait à la base de la ferme d'une pièce de bois d'un seul tenant. Le rideau d'avant-scène, seul luxe décoratif, était fait de gros de Tours bleu frangé d'or. Le machiniste Pierre Boullet, inspecteur des théâtres du Roi et élève de Blaise-Henri Arnoult avait fait construire une machinerie des plus modernes. La peinture du plafond, exécutée par Lagrenée et figurant Apollon au milieu des Grâces et des Muses, fut terminée en juillet 1779.

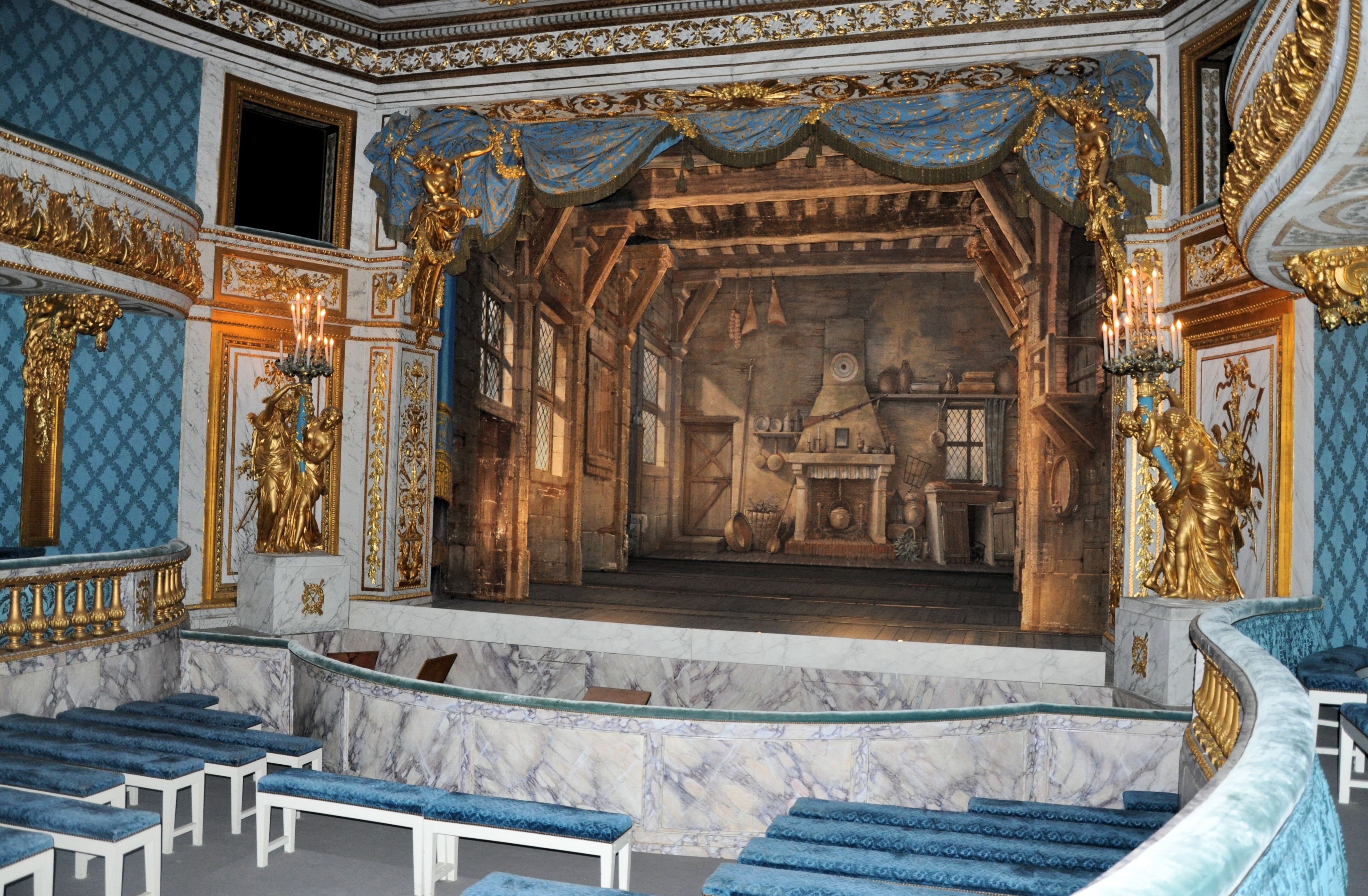
Vue de la salle et de la scène du Petit théâtre.

Une première représentation fut donnée sur la scène du théâtre de la Reine le 1er juin 1780 et l'inauguration solennelle se déroula le 1er août suivant. Sur insistance de la Reine, l'entreprise se voulait privée et la troupe se limitait à quelques membres de la famille royale ou intimes de la cour, au risque d'animer jalousies et rancœurs au château. On la surnommait parfois « la troupe des seigneurs ». Les membres de leur suite, les dames du palais ou les grandes charges n'y étaient pas conviés et le parterre du théâtre était simplement constitué de gens du service en sous-ordre qui, même s'ils étaient peu considérés, ne se privaient pas de répandre des critiques, sans doute justifiées par un jeu généralement qualifié de médiocre,. La Reine en profitait pour imposer ses choix ; si la coutume voulait qu'on n'applaudît pas en sa présence, elle l'avait finalement permis et même encouragé, confortant un peu plus son désir de s'éloigner du protocole rigide de la cour. Mais ces spectacles auxquels assistait assidûment le Roi se voulaient avant tout un divertissement et se poursuivaient après neuf heures du soir par un souper de la famille royale. Il s'agissait d'un théâtre moderne et l'on y jouait de ce fait des pièces et de la musique modernes, au contraire de l'Opéra royal où l'on représentait de la musique ancienne. La querelle entre gluckistes et piccinnistes gagna même le Petit théâtre, mais c'est surtout la comédie qui dominait les représentations et les tenants de l'opéra italien en furent écartés. La Reine, qui aimait aussi chanter sur scène, d'une voix qu'on disait juste et fraîche,, venait parfois écouter ses compositeurs préférés, comme André Grétry, qui fut son directeur de la musique particulière, ou François-Joseph Gossec. Le régisseur du théâtre était Pierre-Dominique Bertholet, beau-père de madame Campan, femme de chambre de la Reine.

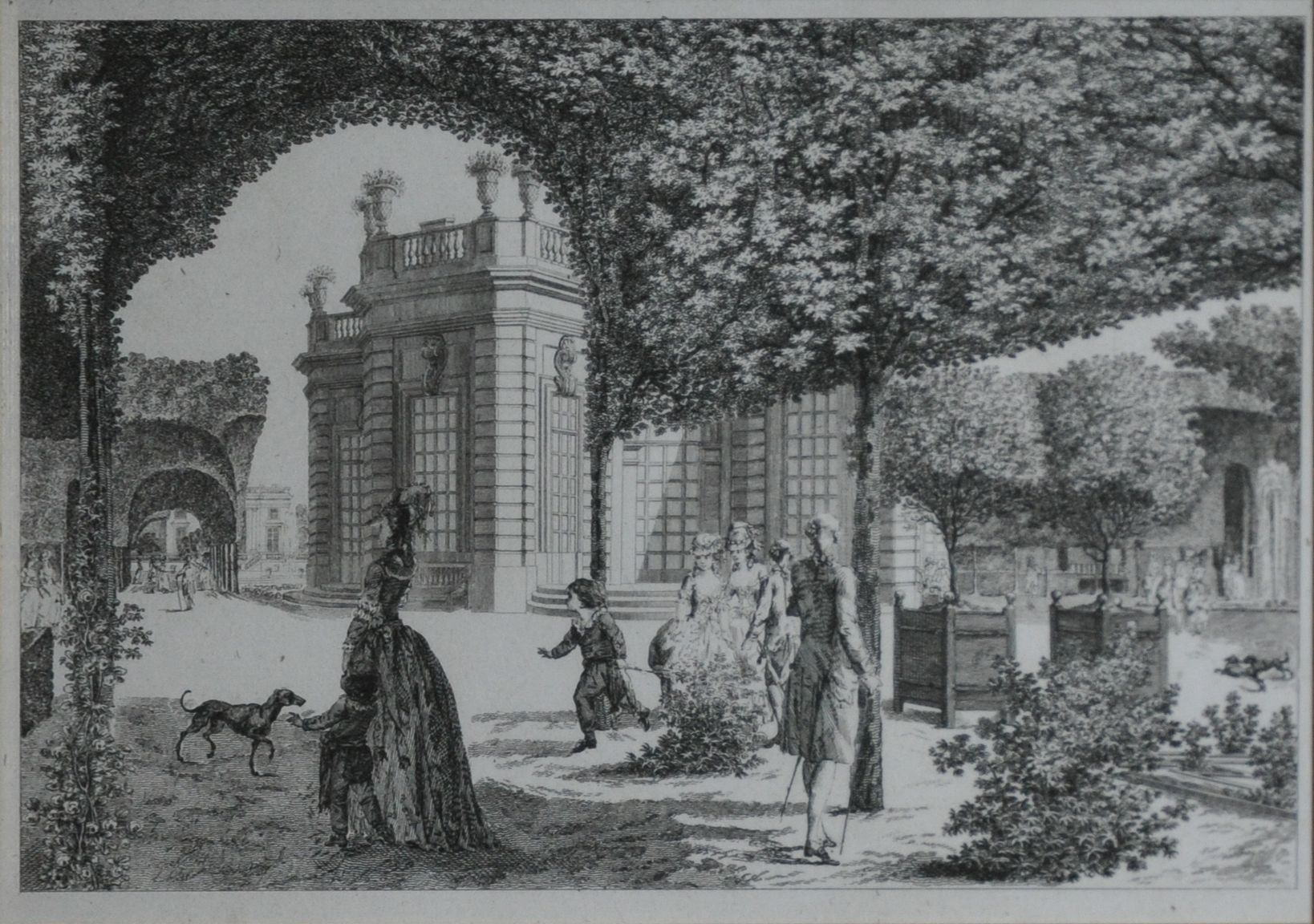
Marie-Antoinette se promenant dans le Jardin français, à proximité du Pavillon français et du Petit Théâtre, en compagnie de Madame Royale, du duc de Normandie et du Dauphin.

Ces comédies furent suspendues à la mort de l'Impératrice le 29 novembre 1780, qui avait paru fort inquiète de ces quelques représentations qu'elle qualifiait de nouveau caprice de sa fille, redoutant des rapports par trop familiers. Si la Reine laissa le jeu, en raison de ce deuil puis d'une nouvelle grossesse, elle assista comme spectatrice aux pièces données par les acteurs professionnels des Comédies française et italienne. Elle revint à son goût de la comédie au printemps de l'année 1782 et donna une grande fête en l'honneur du tsarévitch de Russie pour qui l'on joua un opéra-comique et un ballet. Mais le rythme soutenu de la première année s'était étiolé et la troupe des seigneurs ne donnait guère qu'une seule représentation par an.
Le dernier rôle connu de Marie-Antoinette fut celui de Rosine, dans Le Barbier de Séville, lors de la représentation du 15 septembre 1785 à laquelle assista l'auteur, Pierre-Augustin Caron de Beaumarchais,,, pourtant jugé sulfureux et dont la comédie Le Mariage de Figaro avait d'ailleurs été interdite jusqu'en 1784. Ce fut pendant les répétitions de cette pièce qu'éclata l'affaire du collier de la reine. La scène du théâtre ne servit plus ensuite qu'à y dire quelques proverbes, car la mode avait passé et le divertissement se déplaçait désormais vers le hameau dont on finissait d'édifier les dernières chaumières ou vers Saint-Cloud qui accueillait les nouveaux spectacles.

### De la Révolution auXXIesiècle
Le décor du théâtre, tout en faux-semblant, occasionna force déception auprès des représentants des bailliages lointains venus à Versailles pour la tenue des États généraux, convaincus de pouvoir dénoncer une débauche de luxe. Si le lieu fut jugé sans valeur, le mobilier fut néanmoins vendu en 1794, de même que les tentures murales et le rideau bleu et or d'avant-scène. Les grandes torchères latérales échappèrent à ces ventes révolutionnaires.
Lorsque Napoléon prit possession du Petit Trianon, il ordonna des rénovations du théâtre de la Reine, abandonné depuis la Révolution et très dégradé. Sous la direction de l'architecte Trepsat, on réalisa un entoilage en papier peint bleu impérial, un aigle impérial, rehaussé d'or sur une toile de fond azur, fut installé au-dessus de la scène à la place du chiffre de Marie-Antoinette et l'on aménagea la loge impériale sous une grande toile en forme de tente militaire. Quelques retouches furent réalisées sur l'ancien décor mais la mise en place d'un nouvel éclairage, un lustre en cuivre doré et cristal de Bohème comportant vingt-huit lampes, obligea à percer la toile de Lagrenée qui ornait le plafond,. Après cette restauration, réalisée en deux campagnes, on remeubla le parterre avec dix-huit banquettes et douze tabourets et les loges avec une centaine de chaises de hêtre imitant l'acajou ; l'ensemble, de même que les appuis des loges et des baignoires, était couvert d'un velours d'Utrecht de couleur bleue.
De façon très symbolique, on rouvrit le théâtre par la représentation, le 5 août 1810, du Barbier de Séville. Le 9, on joua Les Femmes savantes. L'année suivante, le 25 août, l'Empereur donna une grande fête au Petit Trianon en l'honneur de son épouse et l'on interpréta sur la scène de la comédie les Projets de mariage, d'Alexandre Duval et La Grande Famille ou la France en miniature, de René-Alissan de Chazet,,,. Comme Marie-Antoinette qui se rendait à la Comédie abritée par une treille, Napoléon et Marie-Louise y accédaient à partir du Grand Trianon par un corridor en coutil.

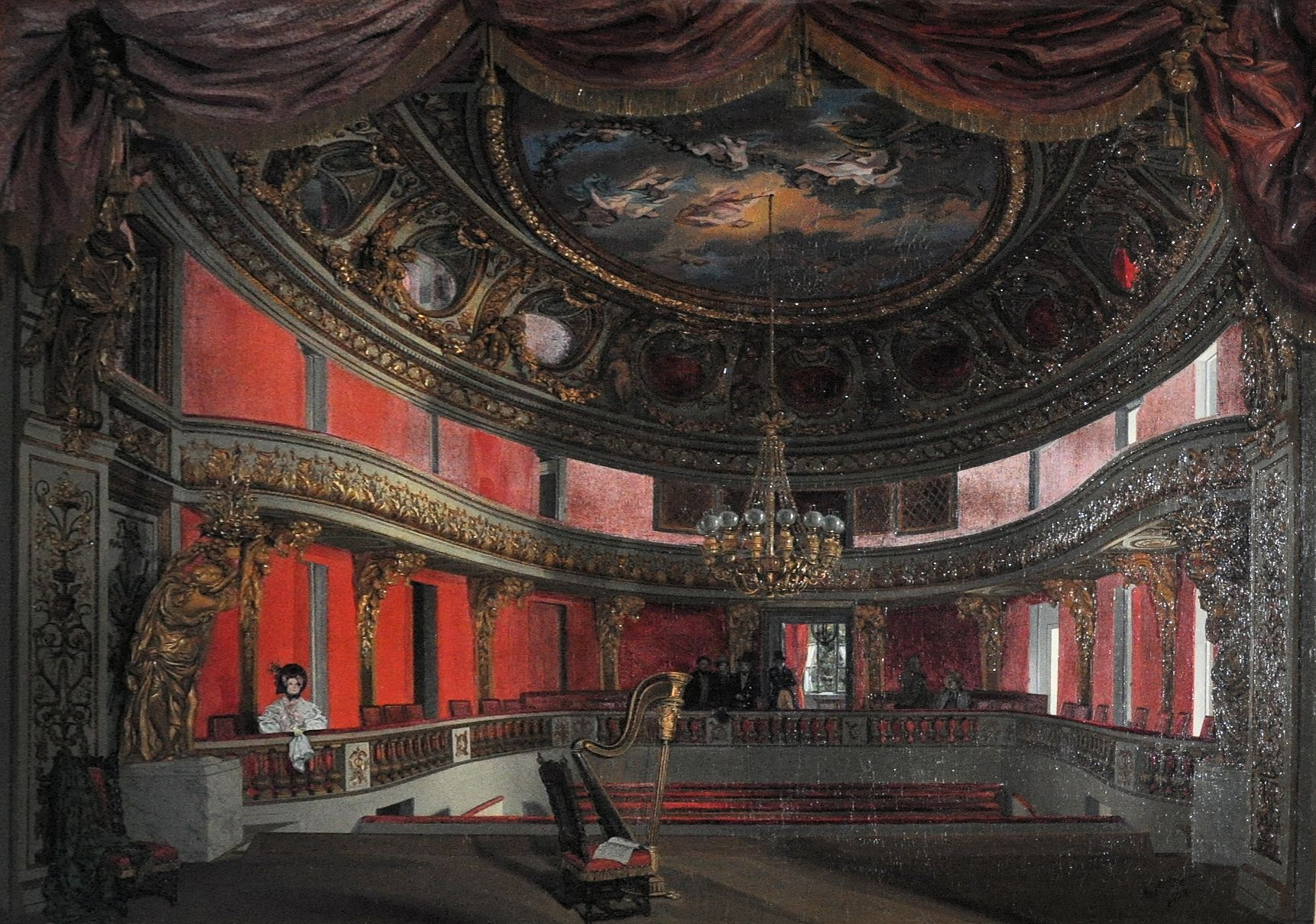
Vue du Petit théâtre sous Louis-Philippe, à l'époque où la salle avait été tapissée de rouge, huile sur toile d'Antoinette Asselineau, 1838.

À la Restauration, ni le théâtre ni le Petit Trianon ne furent utilisés par la duchesse d'Angoulême, qui hérita pourtant du domaine. Après la campagne de rénovation qu'il ordonna en 1835, Louis-Philippe assista à plusieurs spectacles qui eurent lieu sur la scène du Petit théâtre. Il fit, à cette occasion, rétablir le chiffre de Marie-Antoinette sur la voussure et l'on recouvrit les murs de papier cramoisi à motifs de palmettes. Le peintre et décorateur de théâtre Ciceri réalisa une copie de la toile endommagée du plafond, « dans le style de Louis XVI ». En 1835 et 1836, il créa aussi plusieurs fonds de décor : un intérieur rustique, une place publique, une forêt et un salon riche. On procéda aussi à quelques aménagements sur le proscenium afin d'abaisser un nouveau rideau de manœuvre lors des changements de décor. Paër, ancien maître de chapelle de Napoléon Ier, dirigea trois opéras à l'occasion du mariage de la princesse Marie avec le duc Alexandre de Wurtemberg en octobre 1837.
Seules quelques représentations eurent lieu durant la suite du XIXe siècle. Pour assouplir l'extrême rigidité du deuil, depuis quatre années, de la duchesse d'Orléans, le Roi donna en son honneur une fête à Trianon, en présence de la Reine, du duc de Nemours, de tous les autres princes et de quelques ministres. Les artistes de l'Opéra-Comique donnèrent sur la scène de la petite comédie Le Déserteur, de Monsigny et Sedaine. Le 13 avril 1848, une société d'amateurs joua en concurrence avec des acteurs du théâtre de la Porte-Saint-Martin et du Gymnase-Dramatique au bénéfice des ouvriers de Versailles : Les Premières Amours de Scribe et Michel et Christine de Scribe et Dupin. Le lundi 1er juin 1891, le Comité de la statue de Jean Houdon et l'Association artistique et littéraire de Versailles donnèrent une fête unique : la Comédie-Française reprit La Gageure imprévue, l'Opéra-Comique, Le Devin du village et le corps de ballet de l'Opéra dansa sur Psyché et l'Amour, ballet composé spécialement par Hansen sur la musique de Lulli, Gluck, Grétry, Rameau, Marais et Noverre.
Au début du XXe siècle, la salle était très délabrée en raison d'infiltrations dans la toiture. Elle fut restaurée grâce à la donation Rockefeller entre 1925 et 1936, pour un budget de 700 000 francs. Le plancher fut alors refait et le papier de tapisserie bleue fut rétabli d'après un fragment que l'on avait conservé. Le rideau de manœuvre bleu fut déplacé vers l'avant-scène pour remplacer le rouge qui avait été installé au début du XIXe siècle.
La toile de Lagrenée du plafond ayant disparu, on la remplaça en 1968 par une copie, mais peu d'améliorations furent apportées au théâtre jusqu'à la fin du siècle. En tant que dépendance du domaine de Trianon depuis sa création, il fut intégré, en 1995, à une nouvelle structure juridique dénommée Établissement public du musée et du domaine national de Versailles et ayant une autonomie de gestion financière, sous la tutelle du ministère de la Culture.
La campagne de restauration démarrée en 2001 fut réalisée grâce au mécénat de World Monuments Fund France, organisation non gouvernementale destinée à recueillir des fonds pour la préservation du patrimoine mondial, dans le cadre d'un accord signé en 1997 avec Hubert Astier pour un montant de 700 000 $. Outre la réfection du plafond et des structures des balcons qui menaçaient de s'effondrer, les travaux, sous la direction de Pierre-André Lablaude, ont été basés sur une étude précise des archives du XVIIIe siècle afin de restituer le théâtre tel que l'avait connu Marie-Antoinette, au détriment, d'ailleurs, des normes actuelles de sécurité, ce qui obligea à renoncer à son authenticité fonctionnelle pour préserver son authenticité esthétique. On reconstruisit aussi la loge royale qui avait disparu, les tissus furent refabriqués avec le motif de quadrillage de Richard Mique.
La machinerie a été remise en état sous l'égide de Jean-Paul Gousset, directeur technique de l'opéra de Versailles et les changements de décor à vue sont à nouveau possibles, de même que le tonnerre retentit comme autrefois, grâce à une sorte de chariot aux roues déformées. Mais le théâtre reste un musée conservatoire des arts et techniques du spectacle et les représentations publiques n'y peuvent pas être autorisées par la commission de sécurité. Il reste l'un des rares témoignages restés intacts de ces machineries historiques, avec le Grand Théâtre de Versailles, le théâtre Napoléon III de Fontainebleau et le théâtre impérial de Compiègne.
Classé avec le château de Versailles et ses dépendances au titre des monuments historiques par la liste de 1862 et par arrêté du 31 octobre 1906, il est également inscrit au patrimoine mondial de l'Unesco depuis 1979. Le théâtre est aujourd'hui accessible au public dans le cadre du musée national des châteaux de Versailles et de Trianon, au sein du Domaine de Marie-Antoinette, mais sa visite se limite à un aperçu de la salle depuis le vestibule, d'avril à la fin du mois d'octobre.

## Description intérieure

Plan schématique du rez-de-chaussée du théâtre de la Reine
A. Entrée principale.
B. Vestibule.
C. Foyer octogonal.
D. Parterre entouré des galeries.
E. Fosse d'orchestre.
F. Scène.
G. Loges et coulisses.

L'entrée du théâtre se fait par un vestibule en hémicycle qui donne, en face, sur deux pièces en enfilade, et, à droite, vers les étages supérieurs. La première pièce, le foyer, de forme octogonale, ouvre sur la salle de spectacle par une porte à double battant munie d'une belle serrure. Il est décoré, au-dessus des portes, de bas-reliefs représentant les Muses, œuvre de Joseph Deschamps.
La salle, de forme ovale, est tendue de moire et de velours bleus, de même que les appuis et les sièges. Elle possède deux rangées de loges avec un parterre en contrebas, encadré de deux baignoires ceinturées de balustrades. L'orchestre la sépare de la scène dont l'ampleur surprend et qui permet d'accueillir plusieurs formes de spectacles grâce à une machinerie complexe de fils et de bois. Aux cintres se trouvent encore des toiles et châssis de décors du XVIIIe siècle. À partir du deuxième dessous, situé sous le plateau de scène, on actionne un grand axe qui, d'une part, enroule les fils de chanvre permettant le déplacement en ciseau des châssis de coulisse et, d'autre part, fait descendre les frises des cintres, d'où, en même temps, on déroule les toiles de fond en lointain. À l'origine, l'éclairage de la rampe est assuré au moyen de quatre-vingts bougies réfléchies par un cuivre argenté. Les châssis de coulisse sont eux aussi éclairés à l'arrière de chacun des panneaux. Lors des représentations, la salle tient son éclairage, équivalent, par tradition, à celui de la scène, de nombreuses lampes à huile disposées dans des boîtes en fer-blanc sur les corniches.
La fosse d'orchestre peut contenir vingt-deux musiciens et la salle est de 254 places. Le trou du souffleur est situé au centre et à l'avant de la scène, ajout du XIXe siècle car le souffleur se tenait, sous l'Ancien Régime, dans la coulisse opposée au régisseur. Le balcon est soutenu par des consoles en forme de dépouille de lion et la seconde galerie est décorée d'une frise d'acanthe.

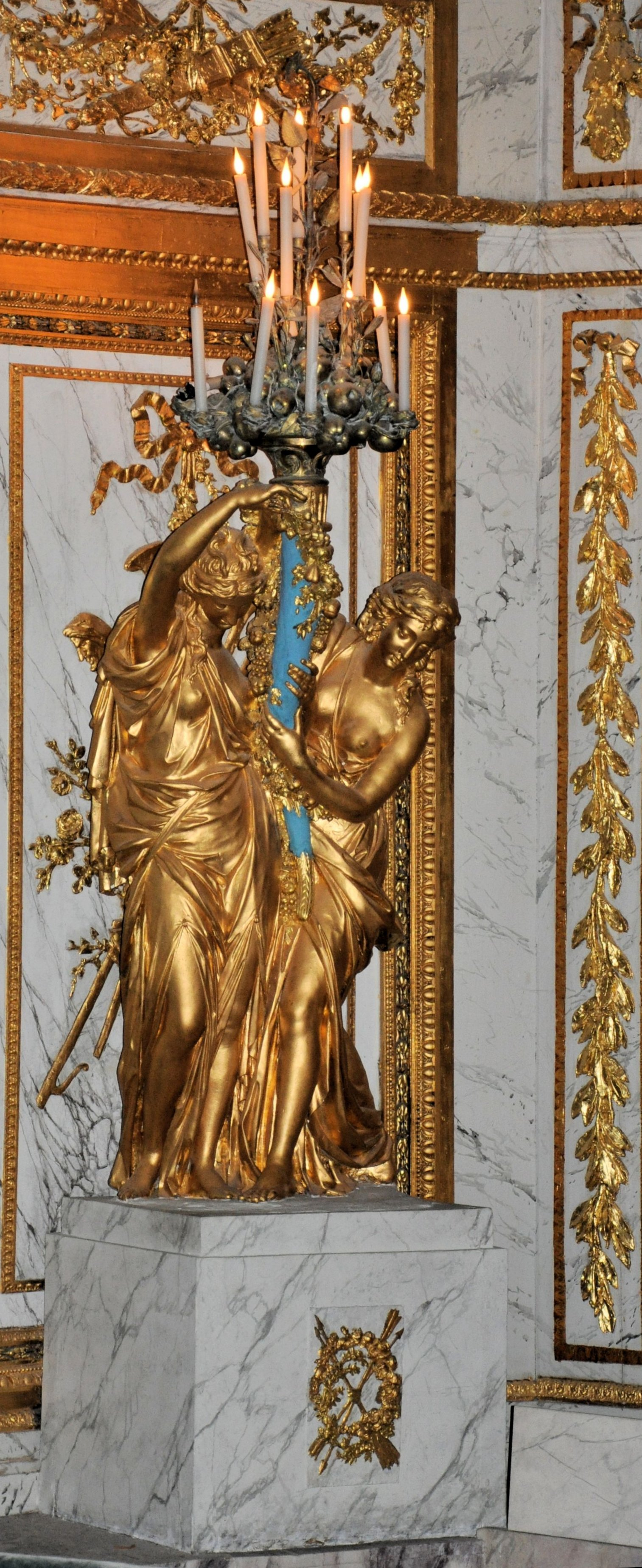
Femmes portant un candélabre.

Le théâtre est garni de sculptures, qu'on a réalisées par souci d'économie en carton-pâte, relevées d'ors jaune et vert. Les panneaux sont peints en imitation de marbre blanc veiné. La voussure est percée de douze œils-de-bœuf séparés par des enfants tenant des guirlandes de fleurs et de fruits. En ornementation d'avant-scène se trouve à chaque encoignure une sculpture de deux femmes tenant un candélabre : « elles portent d'un geste élégant un grand cornet garni de soleils, de roses, de lis, étagés en girandole, parmi lesquels brillaient quatre-vingt-onze flammes de bougies ». Le rideau, de couleur bleue, est soutenu par deux bustes de femmes sortant d'une gaine. La voussure frontale comprend deux œils-de-bœuf et, entre eux, le chiffre de la Reine tenu par deux Muses couchées.
Le plafond peint d'après l'original de Jean-Jacques Lagrenée représente « Apollon dans les nuages, accompagné des Grâces et des Muses, autour desquels voltigent des Amours tenant des flambeaux ».
Accolé à la façade occidentale du théâtre, un petit bâtiment d'un seul étage abrite le foyer des musiciens, celui des artistes et quelques loges et coulisses. Au-dessus du vestibule se situe le petit appartement de Richard Mique, réaménagé en 1842 pour servir de foyer au public. Offert par Marie-Antoinette, il fut pour l'architecte un honneur et un gage incontestable de son talent et, surtout, un témoignage de sa docilité aux fantaisies de la Reine.

## Représentations

### Représentations de 1780 à 1785
La Reine et son entourage jouent dans la plupart des œuvres données sur la scène du théâtre. Cependant, certaines représentations sont assurées par les chanteurs et danseurs de l'Académie royale de musique, comme lors de la fête donnée le 6 juin 1782 en l'honneur du grand-duc Paul de Russie ou lors de la réception de Gustave III de Suède, le 21 juin 1784.
La troupe de la Reine ne compte guère qu'une douzaine de membres : Madame Élisabeth, le comte d'Artois, le duc et la duchesse de Guiche, le comte d'Adhémar, le comte de Vaudreuil, le comte de Polignac, sa sœur la comtesse de Polignac, le comte Esterházy, le bailli de Crussol et la comtesse de Châlons.
- 1er juin 1780[note 7] : Prologue pour l'ouverture du théâtre de Trianon (Despréaux) et Christophe et Pierre-Luc, parodie de Castor et Pollux (Despréaux, Gentil-Bernard et Rameau).
- 1er août 1780 : La Gageure imprévue (Sedaine) et Le Roi et le Fermier (Sedaine et Monsigny)[a 2],[b 24].
- 10 août 1780 : On ne s'avise jamais de tout (Sedaine et Monsigny) et Les Fausses infidélités de Barthe[a 3],[b 25].
- 6 septembre 1780 : L'Anglais à Bordeaux (Favart) et Le Sorcier (Poinsinet et Philidor)[a 4],[b 26].
- 19 septembre 1780 : Rose et Colas (Sedaine et Monsigny) et Le Devin du village (Rousseau)[a 5],[b 27].
- 12 octobre 1780 : Le Devin du village et Le Roi et le Fermier[13],[b 13].
- 27 juin 1781 : La Fête d'amour (Mme Favart et Chevalier) et Jérôme et Fanchonnette (Vadé)[b 28].
- 16 juillet 1781 : L'aveugle de Palmyre (Desfontaines et Rodolphe) et La Matinée et la veillée villageoises, ou le Sabot perdu (Piis et Barré)[b 29].
- 20 juillet 1781 : La Petite Iphigénie (Favart et Voisenon)[b 29].
- 26 juillet 1781 : Les Deux Porteurs de chaise (Piis, Barré, Chardin)[36],[b 29].
- 1er août 1781 : Iphigénie en Tauride (Gluck et Guillard)[note 22].
- 11 avril 1782 : La Matinée et la veillée villageoises, ou le Sabot perdu (Piis et Barré) et Le Sage étourdi (Boissy)[a 6],[b 31].
- 6 juin 1782 : La Jeune Française au sérail (Gardel) et Zémire et Azor (Marmontel et Grétry)[b 16],[37].
- 6 juin 1783 : Les Sabots (Cazotte et Duni), Isabelle et Gertrude (Favart) et Les Deux Chasseurs et la Laitière (Anseaume et Duni)[a 7],[b 32],[note 23].
- 19 mars 1784 : L'Amitié sur le trône (Linières) et Les On-dit (chevalier de Boufflers)[b 34],[note 24].
- 21 juin 1784 : Le Dormeur éveillé (Marmontel et Piccini)[b 35].
- 31 juillet 1784 : Le Comédien bourgeois (Carmontelle), Les Amours d'été (Piis et Barré) et Berlingue (Despréaux)[note 25],[b 36].
- 15 septembre 1784 : Le Barbier de Séville (Paisiello)[b 37],[note 26],[note 27].
- 18 septembre 1784 : Dardanus (Sacchini)[note 28].
- 19 août 1785 : Le Barbier de Séville (Beaumarchais)[a 9],[b 38],[40].

### Représentations sous Louis-Philippe
- 22 juin 1836 : Le Gamin de Paris[41] (Bayard et Vanderburch) et Renaudin de Caen[42] (Duvert et Lauzanne)[24].
- 11 août 1836 : Le Pré aux Clercs (Hérold et Planard).
- 18 octobre 1837 : Moïse (Luigi Balocchi (ca) et Étienne de Jouy, Rossini) et L'Italienne à Alger (Angelo Anelli et Rossini)[c 4].
- 19 octobre 1837 : La fille d'un Militaire[43] (Henri-Horace Meyer et Paul Laurencin) et Le Mauvais Œil[44] (Loïsa Puget, Eugène Scribe et Gustave Lemoine)[24].
- 21 octobre 1837 : Prosper et Vincent[45] (Duvert) et La Neige ou le Nouvel Eginhard (Auber, Scribe et Delavigne)[24].
- 22 octobre 1837 : Il Barbiere di Siviglia (Rossini)[24].

## Cinéma
Le théâtre de la Reine a parfois servi de cadre à des tournages pour le cinéma ou la télévision, principalement à partir de 2005, :
- 1961 : La Fayette, film réalisé par Jean Dréville[47],[48].
- 2005 : Marie-Antoinette, film réalisé par Sofia Coppola[49],[50].
- 2006 : Molière (ou le Comédien malgré lui), film réalisé par Laurent Tirard[51],[52].
- 2011 : 30° Couleur, film réalisé par Lucien Jean Baptiste et Philippe Larue[53],[54].
- 2011 : Louis XVI, l'homme qui ne voulait pas être roi, documentaire-fiction de télévision réalisé par Thierry Binisti[55],[56].

## Galerie

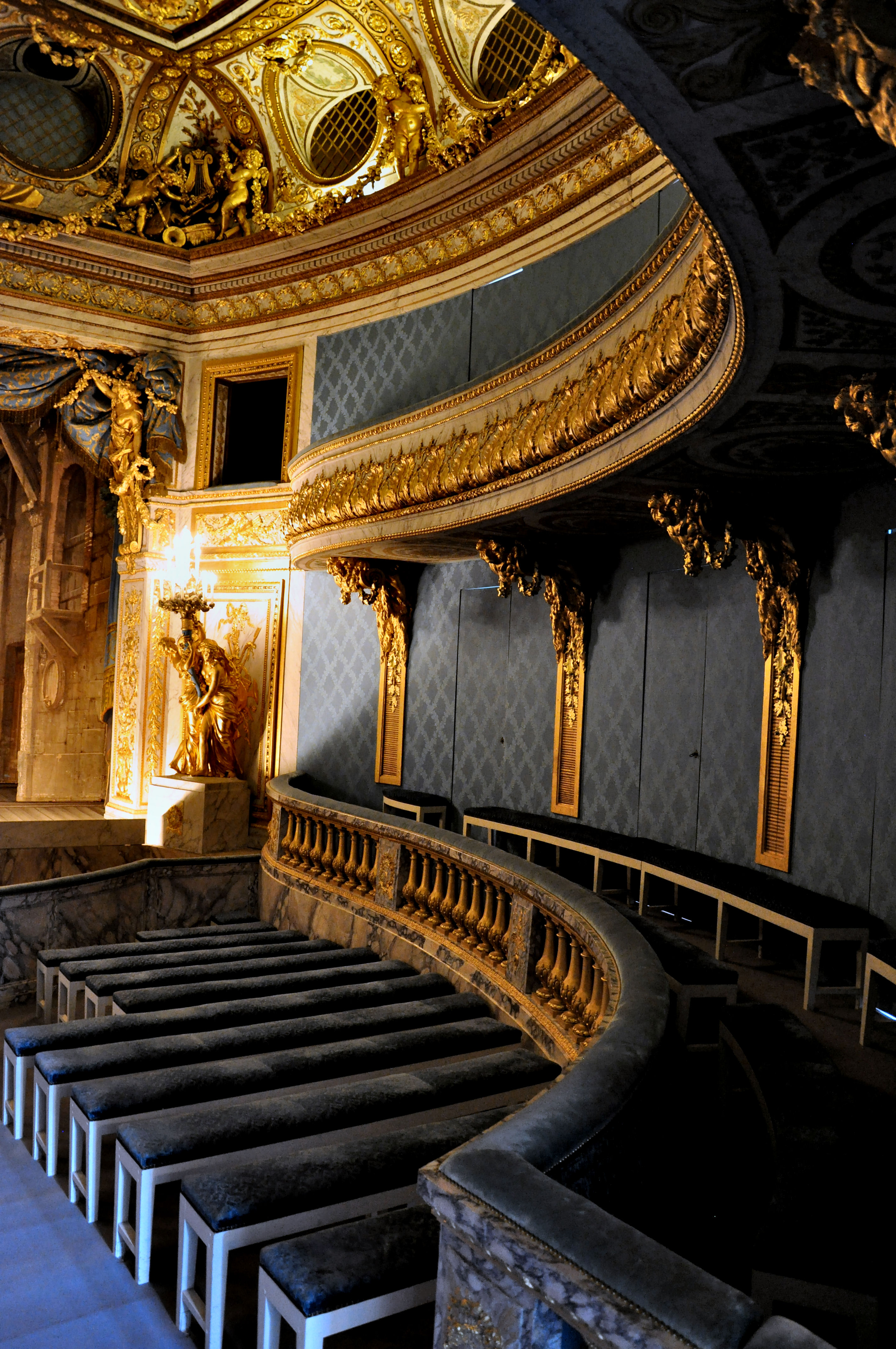
Côté cour
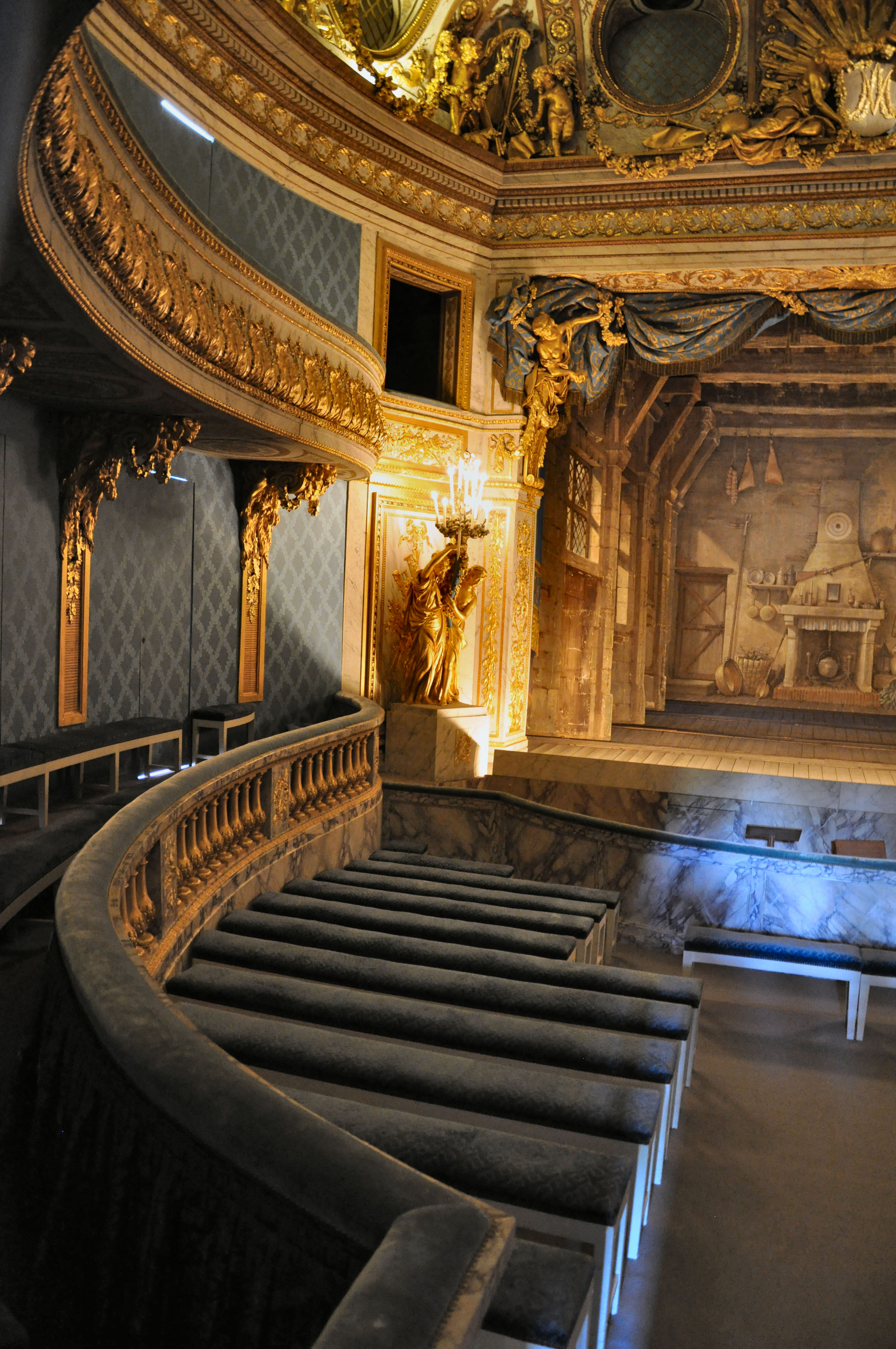
Côté jardin
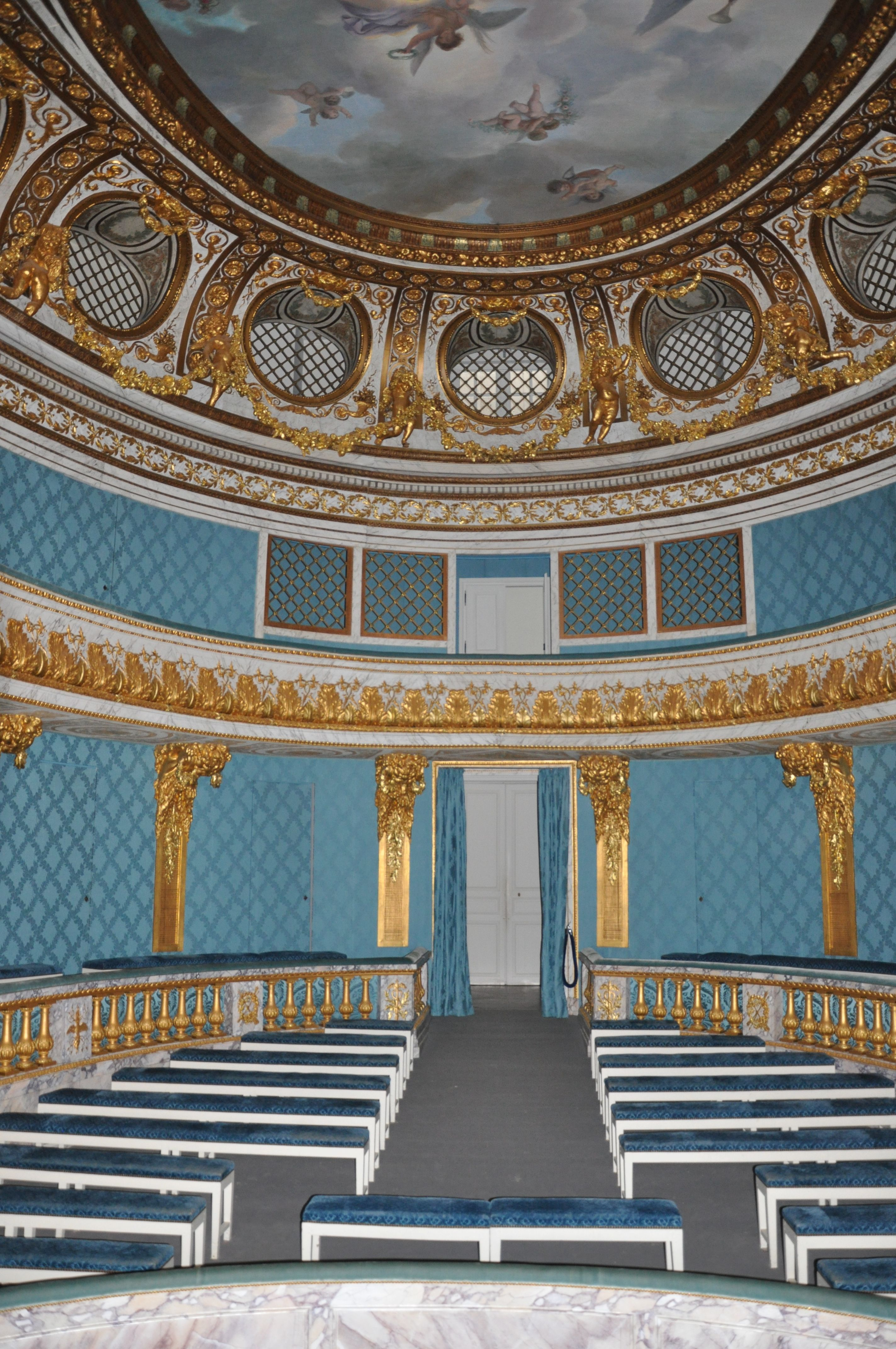
Salle du théâtre vue depuis la scène
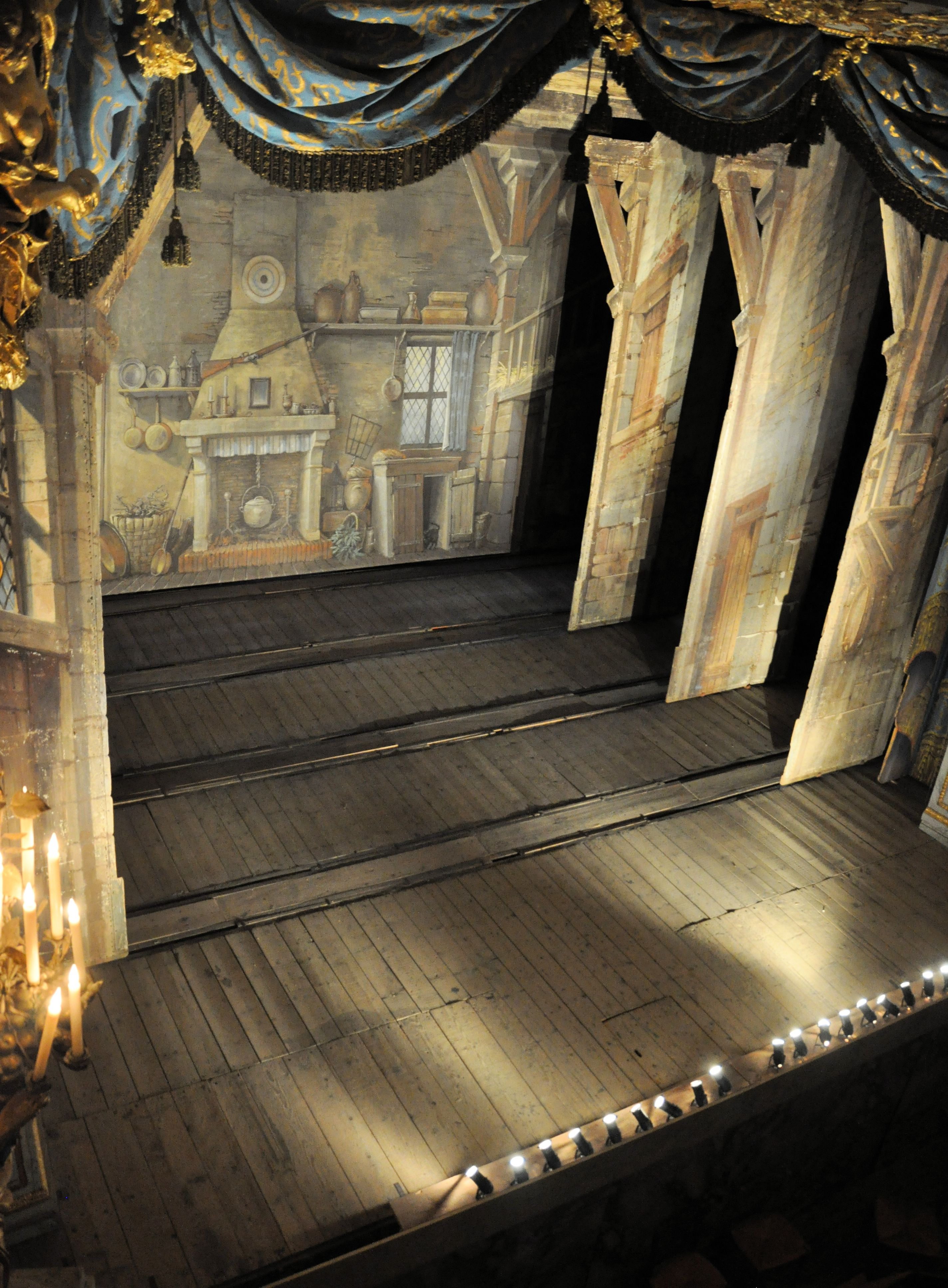
Scène vue depuis le poulailler
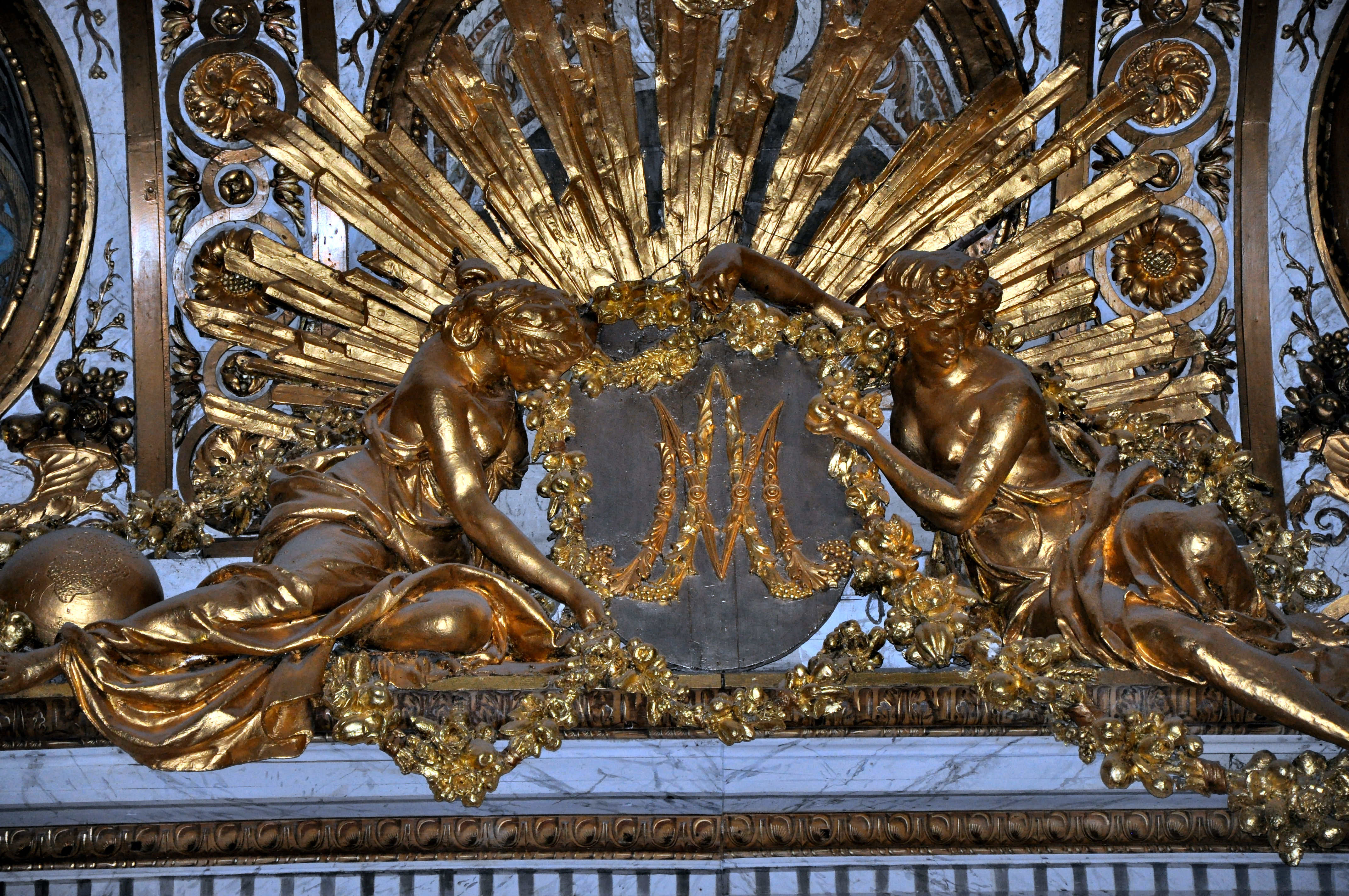
Monogramme de Marie-Antoinette d'Autriche
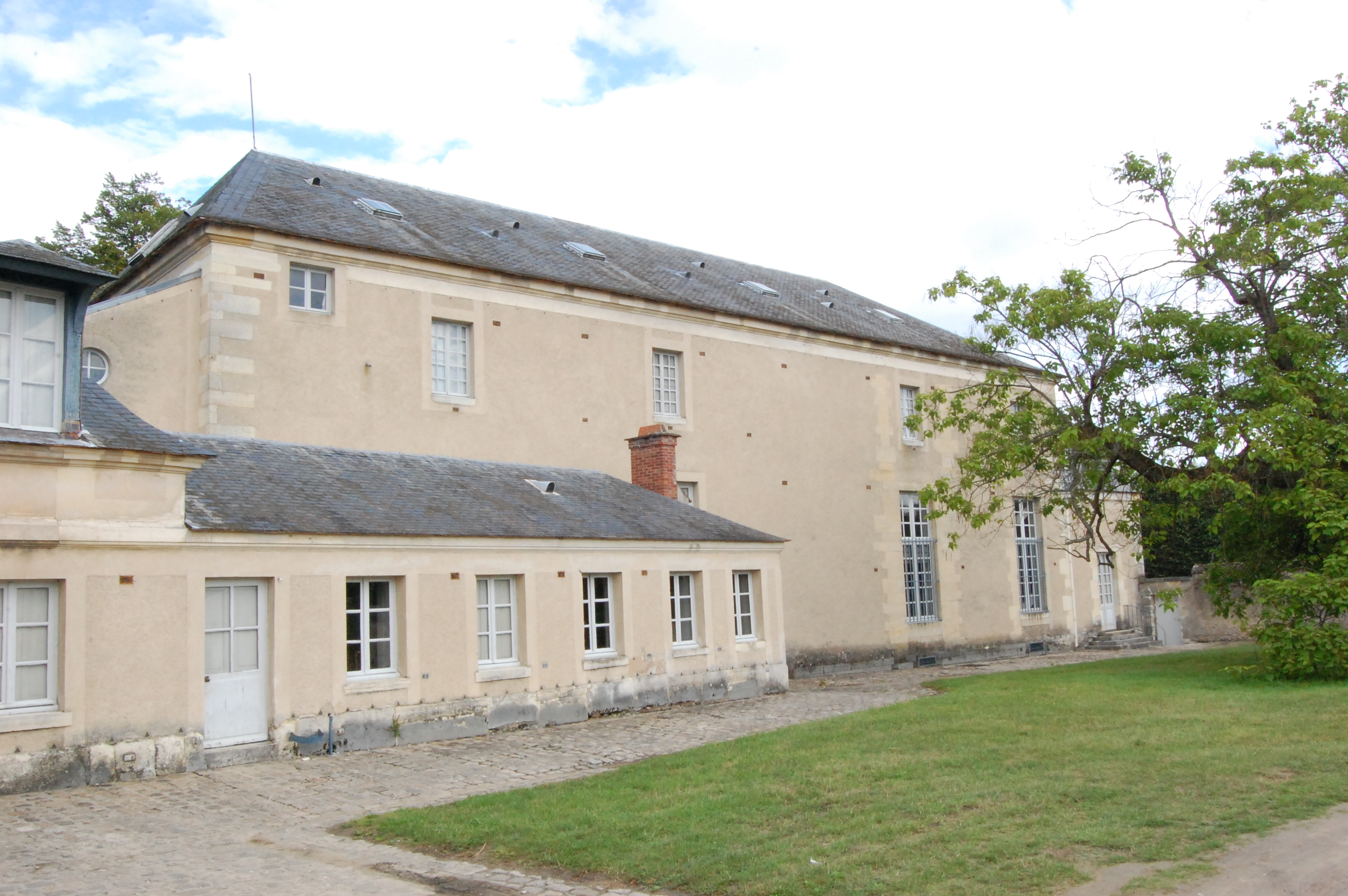
Arrière du théâtre
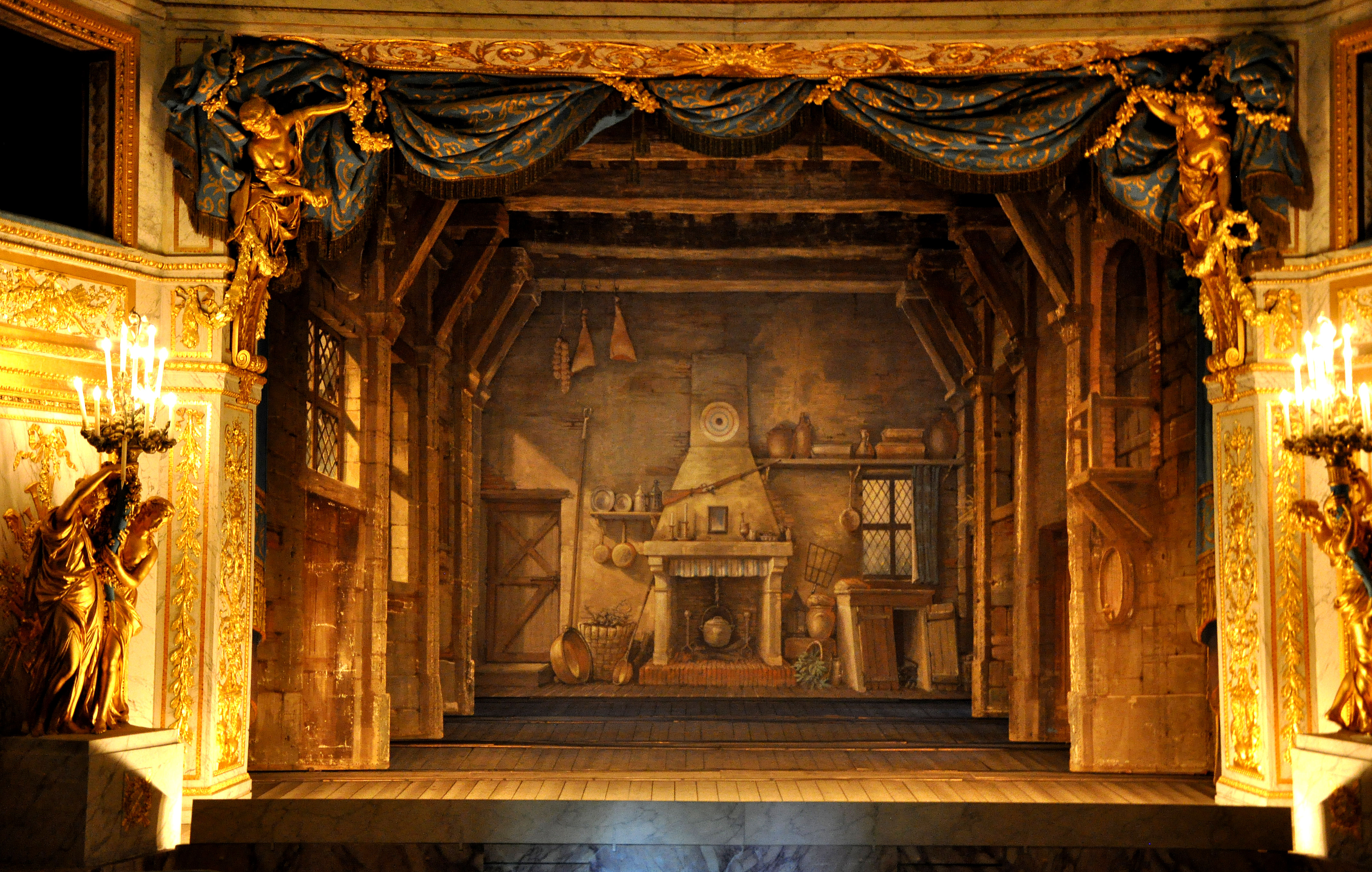
Décor de scène
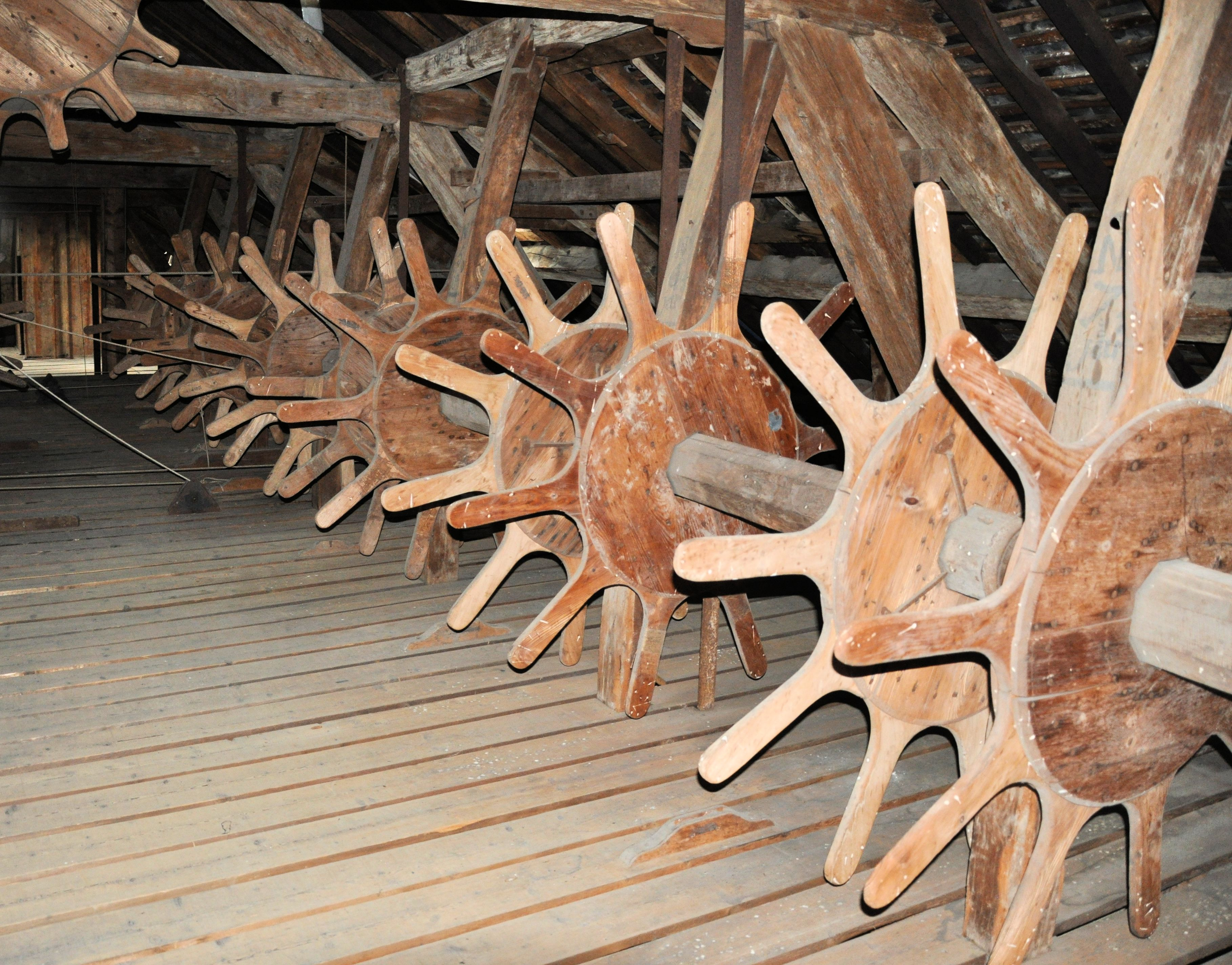
Cintres
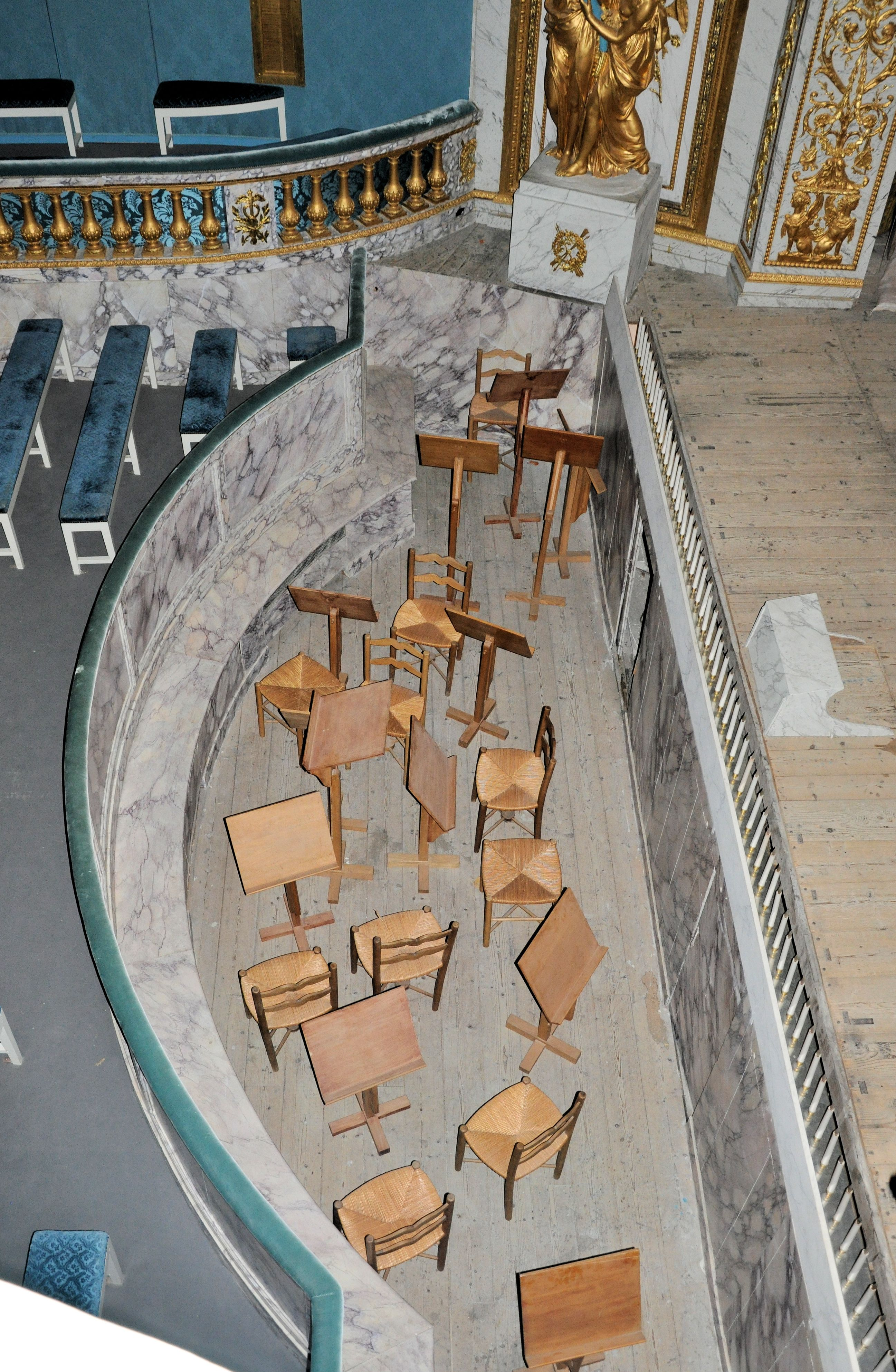
Fosse d'orchestre
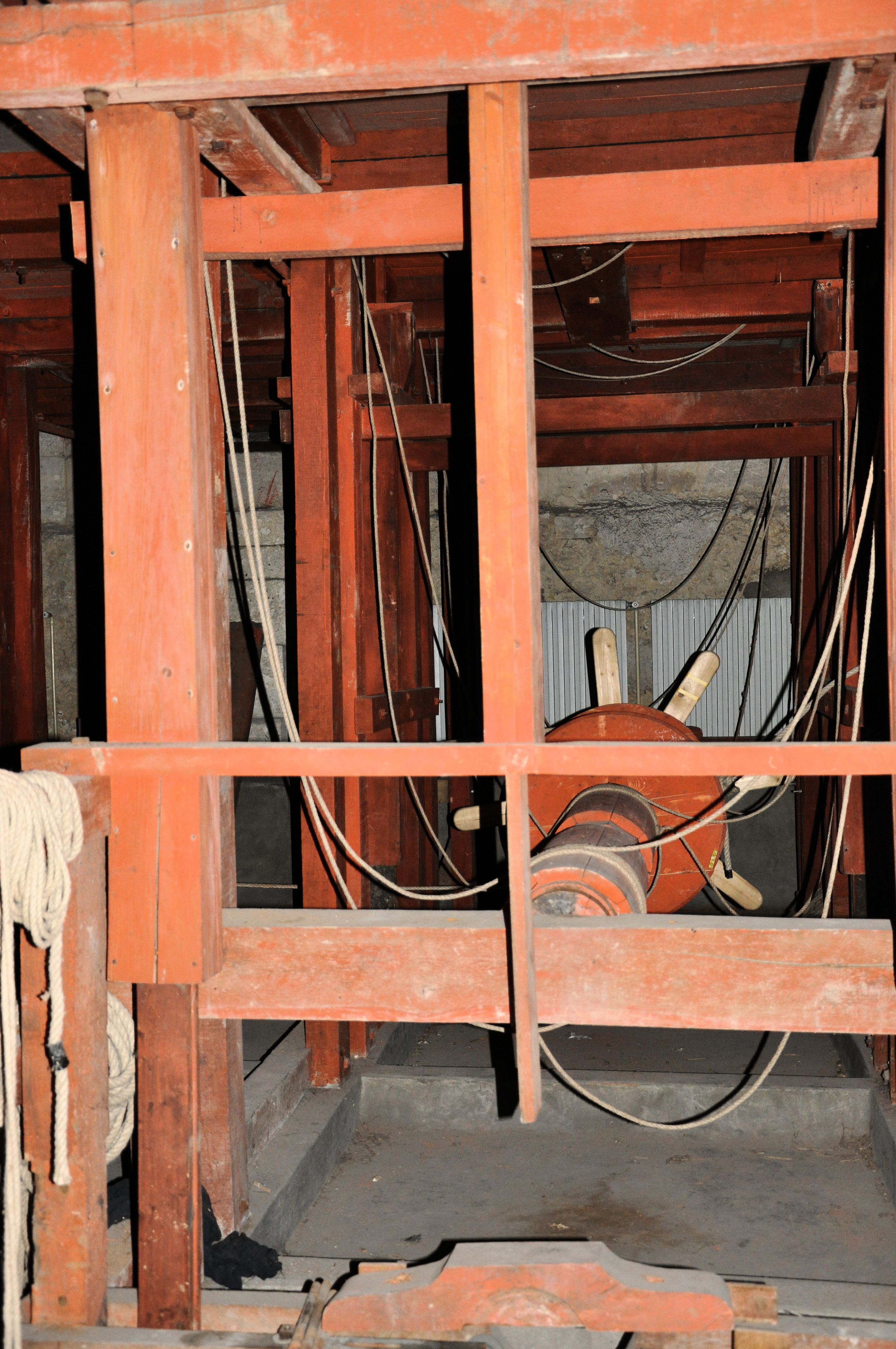
Dessous de scène
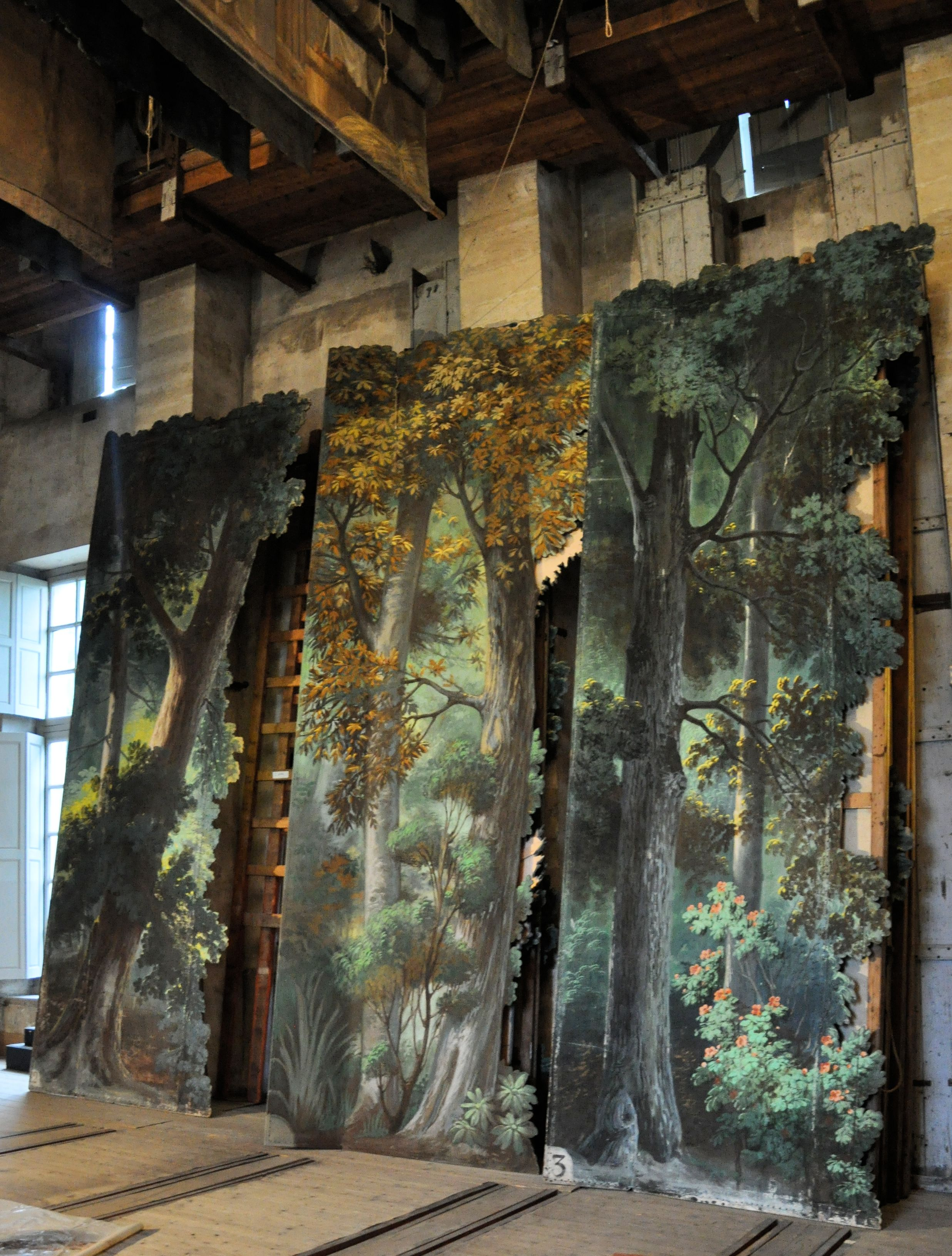
Décors
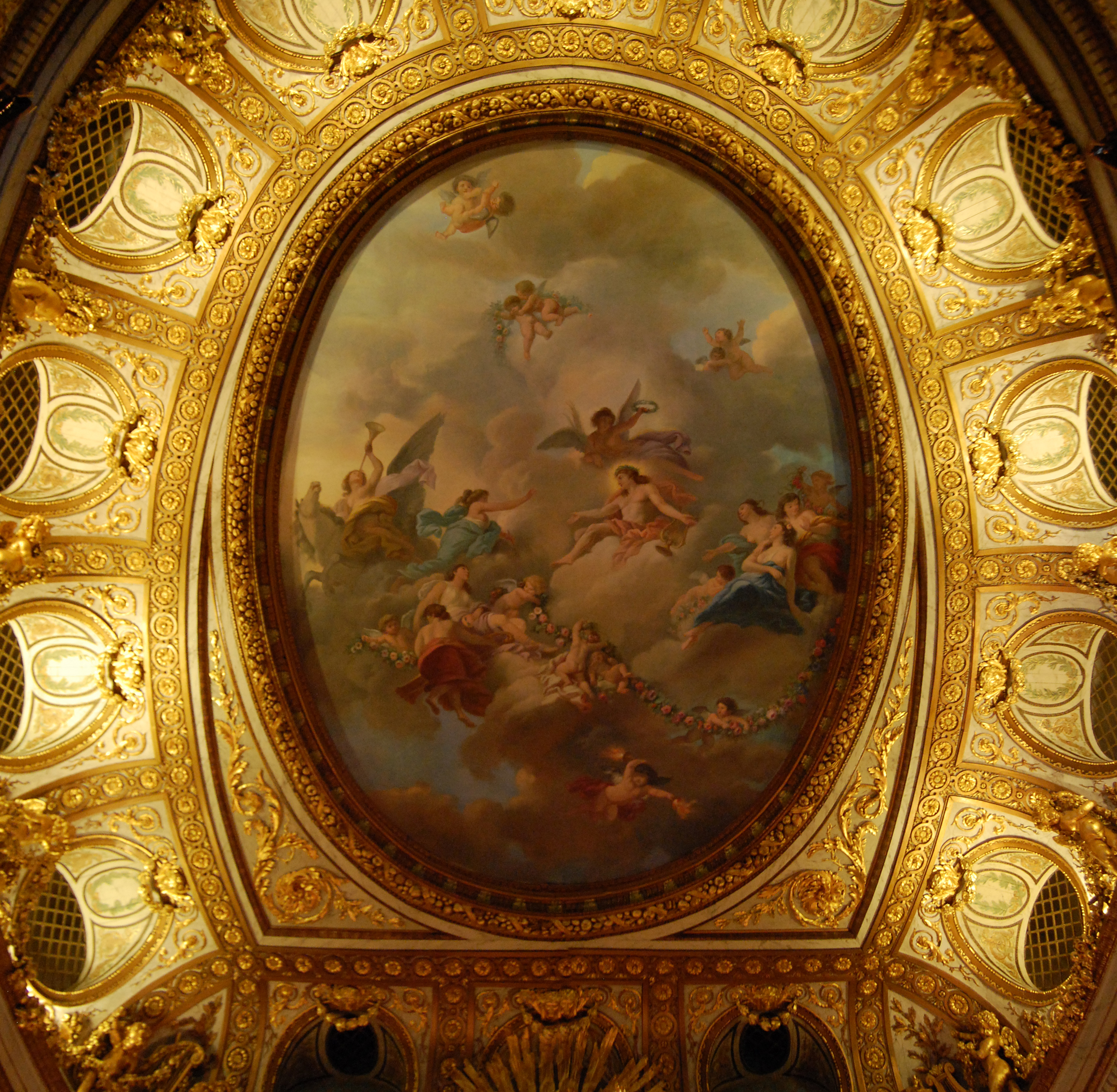
Plafond peint d'après Lagrenée